# Ségalas (Hautes-Pyrénées)
Ségalas település Franciaországban, Hautes-Pyrénées megyében. Lakosainak száma 81 fő (2022. január 1.). Ségalas Ansost, Haget, Barbachen, Liac, Rabastens-de-Bigorre és Sarriac-Bigorre községekkel határos.

## Népesség
A település népessége az elmúlt években az alábbi módon változott:
| Lakosok száma | 89   | 84   | 82   | 81   | 80   | 79   | 80   | 82   | 81   |
|               | 2013 | 2015 | 2016 | 2017 | 2018 | 2019 | 2020 | 2021 | 2022 |